# Pothyne obliquetruncata
Pothyne obliquetruncata là một loài bọ cánh cứng trong họ Cerambycidae.